# Az FC Sopron 2004–2005-ös szezonja
Az FC Sopron 2004–2005-ös szezonja szócikk az FC Sopron első számú férfi labdarúgócsapatának egy szezonjáról szól.

## Mérkőzések
| Színmagyarázat | Színmagyarázat |
| -------------- | -------------- |
|                | Győzelem.      |
|                | Döntetlen.     |
|                | Vereség.       |

### Intertotó-kupa
1. forduló
| 2004. június 20. 20:30 |

| FC Sopron                                                 | 1 – 0   | FK Teplice                                                 |
| --------------------------------------------------------- | ------- | ---------------------------------------------------------- |
| Balaskó 64' (11-esből) Fehér 19′, 37′ Sira 60' Bagoly 71' | (0 – 0) | Hunal 21' Horváth 29' Verbíř 37' Tesařík 60′, 75′ Rada 78′ |

| Káposztás utcai Stadion, Sopron Nézőszám: 1 000 Játékvezető: Jareci |

| 2004. június 27. 16:00 |

| FK Teplice                                      | 3 – 1   | FC Sopron                      |
| ----------------------------------------------- | ------- | ------------------------------ |
| Veleba 29' 39' Lambulić 34' (öngól) Fenin 90+1' | (3 – 1) | Sira 9' Horváth 55' Bagoly 70' |

| Na Stínadlech, Teplice Nézőszám: 2 000 Játékvezető: Serge (belga) |

### Arany Ászok Liga 2004–05

#### Őszi fordulók
| 1. forduló 2004. augusztus 7. 20:00 |

| MTK Budapest                             | 3 – 0   | FC Sopron                     |
| ---------------------------------------- | ------- | ----------------------------- |
| Kanta 26' 54' Balogh 68' Czvitkovics 82' | (1 – 0) | Sira 8' Bagoly 56' Sifter 67' |

| Hidegkuti Nándor Stadion, Budapest Nézőszám: 1 500 Játékvezető: Megyebíró János (magyar) |

| 2. forduló 2004. augusztus 14. 20:00 |

| FC Sopron                 | 0 – 0   | Kaposvári Rákóczi   |
| ------------------------- | ------- | ------------------- |
| Földvári 44' Szekeres 76' | (0 – 0) | Máté 65' Farkas 69' |

| Káposztás utcai Stadion, Sopron Nézőszám: 3 000 Játékvezető: Saskőy Szabolcs (magyar) |

| 3. forduló 2004. augusztus 21. 17:30 |

| Nyíregyháza Spartacus   | 2 – 2   | FC Sopron                                         |
| ----------------------- | ------- | ------------------------------------------------- |
| Csillag 13' Nikolić 64' | (1 – 1) | Tóth 28' Balaskó 70' (11-esből) Fehér 4' Sira 65' |

| Nyíregyháza Városi Stadion, Nyíregyháza Nézőszám: 2 500 Játékvezető: Szabó Zsolt (magyar) |

| 4. forduló 2004. augusztus 28. 20:00 |

| FC Sopron                     | 1 – 1   | Vasas                                          |
| ----------------------------- | ------- | ---------------------------------------------- |
| Tóth 25' Fehér 78' Debnár 80′ | (1 – 1) | Rósa 5' 26' Kovrig 26' Molnár 39' Jerson 90+1' |

| Káposztás utcai Stadion, Sopron Nézőszám: 3 300 Játékvezető: Makai János (magyar) |

| 5. forduló 2004. szeptember 11. 18:00 |

| Előre FC Békéscsaba                                                   | 3 – 3   | FC Sopron                                              |
| --------------------------------------------------------------------- | ------- | ------------------------------------------------------ |
| Grujić 29' 60′ Funk 82' Udvari 90' Schindler 19' Vilotic 22' Tóth 78' | (1 – 0) | Balaskó 65' Sira 86' Bárányos 89' Fehér 78' Sifter 88' |

| Kórház utcai stadion, Békéscsaba Nézőszám: 2 000 Játékvezető: Bede Ferenc (magyar) |

| 6. forduló 2004. szeptember 19. 11:30 |

| Újpest                 | 1 – 4   | FC Sopron                                               |
| ---------------------- | ------- | ------------------------------------------------------- |
| Juhár 90+3' Farkas 64' | (0 – 3) | Bárányos 3' 16' 17' Tóth 29' 54' Szekeres 63' Lazić 65' |

| Szusza Ferenc Stadion, Budapest Nézőszám: 2 500 Játékvezető: Sápi Csaba (magyar) |

| 7. forduló 2004. szeptember 25. 18:00 |

| FC Sopron                    | 1 – 0   | Lombard Pápa                   |
| ---------------------------- | ------- | ------------------------------ |
| Sira 42' Bagoly 6' Lazić 34' | (1 – 0) | Szekér 3' Radics 70' Kvasz 86' |

| Káposztás utcai Stadion, Sopron Nézőszám: 3 800 Játékvezető: Erdős József (magyar) |

| 8. forduló 2004. október 3. 11:30 |

| Ferencváros                                                             | 4 – 1   | FC Sopron               |
| ----------------------------------------------------------------------- | ------- | ----------------------- |
| Vágner 30' 31' Bajevszki 33' Szűcs 69' (11-esből) Sowunmi 80' Botis 43' | (2 – 0) | Debnár 48' Földvári 63′ |

| Üllői út, Budapest Nézőszám: 5 043 Játékvezető: Makai János (magyar) |

| 9. forduló 2004. október 16. 17:00 |

| FC Sopron                      | 0 – 3   | Debreceni VSC                    |
| ------------------------------ | ------- | -------------------------------- |
| Bagoly 3' Debnár 15' Fehér 48' | (0 – 0) | Kerekes 60' 90+1' Bogdanović 64' |

| Káposztás utcai Stadion, Sopron Nézőszám: 2 000 Játékvezető: Bede Ferenc (magyar) |

| 10. forduló 2004. október 23. 17:00 |

| Pécsi MFC                                               | 2 – 3   | FC Sopron                                                       |
| ------------------------------------------------------- | ------- | --------------------------------------------------------------- |
| Kóczián 86' Pest 90+2' Dienes 48' Sipos 49' Horváth 82' | (0 – 2) | Bárányos 10' 42' Debnár 53' 39' Horváth 44' Tóth 44' Pintér 88' |

| PMFC Stadion, Pécs Nézőszám: 1 000 Játékvezető: Sápi Csaba (magyar) |

| 11. forduló 2004. október 30. 17:00 |

| FC Sopron          | 1 – 2   | Zalaegerszegi TE                                   |
| ------------------ | ------- | -------------------------------------------------- |
| Bárányos 22' 90+1' | (1 – 1) | Koplárovics 34' Józsi 62' Ljubojević 20' Csóka 84' |

| Káposztás utcai Stadion, Sopron Nézőszám: 3 600 Játékvezető: Vad II. István (magyar) |

| 12. forduló 2004. november 6. 16:00 |

| Budapest Honvéd                 | 2 – 1   | FC Sopron                                   |
| ------------------------------- | ------- | ------------------------------------------- |
| Budovinszky 31' 38' Herczeg 78' | (2 – 0) | Sira 49' Bagoly 36' Szekeres 74′ Sifter 76' |

| Bozsik József Stadion, Budapest Nézőszám: 1 000 Játékvezető: Fábián Mihály (magyar) |

| 13. forduló 2004. november 10. 18:00 |

| FC Sopron                          | 1 – 0   | Győri ETO                             |
| ---------------------------------- | ------- | ------------------------------------- |
| Balaskó 63' Földvári 14' Fehér 87' | (0 – 0) | Horváth 37' Priskin 64' Nyicsenko 81′ |

| Káposztás utcai Stadion, Sopron Nézőszám: 3 800 Játékvezető: Arany Tamás (magyar) |

| 14. forduló 2004. november 20. 16:00 |

| Diósgyőr        | 1 – 0   | FC Sopron                        |
| --------------- | ------- | -------------------------------- |
| Egressy 66' 21' | (0 – 0) | Pintér 18' Horváth 38' Lazić 45' |

| DVTK-stadion, Miskolc Nézőszám: 3 500 Játékvezető: Világi Balázs (magyar) |

| 15. forduló 2004. november 27. 16:00 |

| FC Sopron                                                     | 2 – 1   | Videoton                                            |
| ------------------------------------------------------------- | ------- | --------------------------------------------------- |
| Bárányos 64' 28' Balaskó 88' Szekeres 50' Sira 83' Bagoly 84' | (0 – 1) | Horváth F. 43' 90+1' Horváth G. 33' Lattenstein 69' |

| Káposztás utcai Stadion, Sopron Nézőszám: 3 000 Játékvezető: Erdős József (magyar) |

#### Tavaszi fordulók
| 16. forduló 2005. március 18. 18:00 |

| FC Sopron               | 1 – 1   | MTK Budapest               |
| ----------------------- | ------- | -------------------------- |
| Bárányos 69' (11-esből) | (0 – 0) | Kanta 62' Jezdimirović 49' |

| Káposztás utcai Stadion, Sopron Nézőszám: 1 000 Játékvezető: Arany Tamás (magyar) |

| 17. forduló 2005. március 16. 18:00 |

| Kaposvári Rákóczi                     | 4 – 3   | FC Sopron                                                               |
| ------------------------------------- | ------- | ----------------------------------------------------------------------- |
| Nagypál 27' Oláh 34' 69' 72' Tóth 19' | (2 – 1) | Balaskó 11' 90' Fehér 79' Földvári 24' Pintér 54' Hanák 64′ Károlyi 88′ |

| Rákóczi Stadion, Kaposvár Nézőszám: 3 000 Játékvezető: Erdős József (magyar) |

| 18. forduló 2005. március 19. 18:00 |

| FC Sopron                                 | 5 – 2   | Nyíregyháza Spartacus           |
| ----------------------------------------- | ------- | ------------------------------- |
| Bárányos 10' 13' Balaskó 33' 43' Tóth 82' | (4 – 1) | Lengyel 25' Győri 81' Tímár 54' |

| Káposztás utcai Stadion, Sopron Nézőszám: 2 500 Játékvezető: Arany Tamás (magyar) |

| 19. forduló 2005. április 2. 16:30 |

| Vasas                                | 0 – 1   | FC Sopron             |
| ------------------------------------ | ------- | --------------------- |
| Ködöböcz 35' Weitner 61' Horváth 85' | (0 – 1) | Bárányos 7' Fehér 50' |

| Illovszky Rudolf Stadion, Budapest Nézőszám: 2 500 Játékvezető: Solymosi Péter (magyar) |

| 20. forduló 2005. április 9. 19:00 |

| FC Sopron                                         | 3 – 2   | Előre FC Békéscsaba                                            |
| ------------------------------------------------- | ------- | -------------------------------------------------------------- |
| Szabó 52' Csordás 88' Bagoly 90' 90' Bárányos 54' | (0 – 1) | Kulacsik 20' Vasiljević 60' (11-esből) 53' Ursz 17' Kocsis 88' |

| Káposztás utcai Stadion, Sopron Nézőszám: 3 000 Játékvezető: Szabó Zsolt (magyar) |

| 21. forduló 2005. április 13. 18:00 |

| FC Sopron    | 2 – 2   | Újpest                                         |
| ------------ | ------- | ---------------------------------------------- |
| Tóth 47' 80' | (0 – 0) | Rajczi 57' (11-esből) Farkas 79' 71' Fehér 84' |

| Káposztás utcai Stadion, Sopron Nézőszám: 3 820 Játékvezető: Saskőy Szabolcs (magyar) |

| 22. forduló 2005. április 16. 17:00 |

| Lombard Pápa | 0 – 0   | FC Sopron |
| ------------ | ------- | --------- |
| Lászka 61'   | (0 – 0) |           |

| Perutz Stadion, Pápa Nézőszám: 1 700 Játékvezető: Világi Balázs (magyar) |

| 23. forduló 2005. április 24. 11:30 |

| FC Sopron                                                                         | 3 – 0   | Ferencváros                     |
| --------------------------------------------------------------------------------- | ------- | ------------------------------- |
| Csordás 40' Somorjai 80' Bárányos 90' Lazić 4' Pintér 42' Bagoly 64' Szekeres 69' | (1 – 0) | Kapič 44' Lipcsei 68' Balog 85' |

| Káposztás utcai Stadion, Sopron Nézőszám: 6 000 Játékvezető: Ábrahám Attila (magyar) |

| 24. forduló 2005. április 27. 18:00 |

| Debreceni VSC                                             | 3 – 0   | FC Sopron             |
| --------------------------------------------------------- | ------- | --------------------- |
| Éger 42' (11-esből) Kerekes 67' Bogdanović 90+2' Habi 65' | (1 – 0) | Fehér 4' Somorjai 66' |

| Oláh Gábor utcai stadion, Debrecen Nézőszám: 7 500 Játékvezető: Bede Ferenc (magyar) |

| 25. forduló 2005. április 30. 19:00 |

| FC Sopron                        | 2 – 2   | Pécsi MFC                                       |
| -------------------------------- | ------- | ----------------------------------------------- |
| Bárányos 2' Csordás 6' Szabó 85' | (2 – 1) | Kóczián 20' Montvai 66' (11-esből) Szabados 90' |

| Káposztás utcai Stadion, Sopron Nézőszám: 3 000 Játékvezető: Sóthy András (magyar) |

| 26. forduló 2005. május 4. 18:00 |

| Zalaegerszegi TE | 0 – 1   | FC Sopron              |
| ---------------- | ------- | ---------------------- |
|                  | (0 – 0) | Horváth 63' Bagoly 35' |

| ZTE Aréna, Zalaegerszeg Nézőszám: 3 000 Játékvezető: Erdős József (magyar) |

| 27. forduló 2005. május 7. 19:00 |

| FC Sopron                        | 2 – 0   | Budapest Honvéd        |
| -------------------------------- | ------- | ---------------------- |
| Tóth 11' Bárányos 34' Pintér 23' | (2 – 0) | Dancs 70' Baranyai 82' |

| Káposztás utcai Stadion, Sopron Nézőszám: 2 900 Játékvezető: Solymosi Péter (magyar) |

| 28. forduló 2005. május 14. 19:00 |

| Győri ETO  | 1 – 0   | FC Sopron |
| ---------- | ------- | --------- |
| Kenesei 4' | (1 – 0) |           |

| ETO Park, Győr Nézőszám: 5 000 Játékvezető: Megyebíró János (magyar) |

| 29. forduló 2005. május 21. 18:00 |

| FC Sopron                            | 0 – 1   | Diósgyőr                           |
| ------------------------------------ | ------- | ---------------------------------- |
| Bárányos 29' Fehér 75' Horváth 90+2' | (0 – 1) | Sipeki 36' Katona 71' Halgas 90+1' |

| Káposztás utcai Stadion, Sopron Nézőszám: 3 500 Játékvezető: Kassai Viktor (magyar) |

| 30. forduló 2005. május 26. 18:00 |

| FC Fehérvár            | 1 – 1   | FC Sopron               |
| ---------------------- | ------- | ----------------------- |
| Zöld 78' Csizmadia 40' | (0 – 1) | Szekeres 41' Pintér 65' |

| Sóstói Stadion, Székesfehérvár Nézőszám: 1 500 Játékvezető: Szarka Zoltán (magyar) |

#### Végeredmény
|    | Csapat                      | Játszott | Gy | D  | V  | L  | K  | GK  | Pont |
| -- | --------------------------- | -------- | -- | -- | -- | -- | -- | --- | ---- |
| 1  | Debreceni VSC-AVE Ásványvíz | 30       | 19 | 5  | 6  | 57 | 25 | +32 | 62   |
| 2  | Ferencvárosi TC             | 30       | 17 | 5  | 8  | 56 | 31 | +25 | 56   |
| 3  | MTK Budapest1               | 30       | 16 | 9  | 5  | 47 | 26 | +21 | 56   |
| 4  | Újpest FC                   | 30       | 15 | 10 | 5  | 60 | 34 | +26 | 55   |
| 5  | Győri ETO FC                | 30       | 16 | 6  | 8  | 44 | 32 | +12 | 54   |
| 6  | Zalaegerszegi TE FC         | 30       | 13 | 5  | 12 | 48 | 45 | +3  | 44   |
| 7  | Matáv FC Sopron             | 30       | 11 | 9  | 10 | 44 | 44 | 0   | 42   |
| 8  | FC Fehérvár²                | 30       | 11 | 10 | 9  | 44 | 36 | +8  | 40   |
| 9  | Diósgyőri VTK               | 30       | 11 | 4  | 15 | 39 | 45 | -6  | 37   |
| 10 | Pécsi Mecsek FC             | 30       | 9  | 9  | 12 | 33 | 35 | -2  | 36   |
| 11 | Budapest Honvéd FC          | 30       | 10 | 5  | 15 | 37 | 58 | -21 | 35   |
| 12 | NABI-Kaposvári Rákóczi FC   | 30       | 8  | 10 | 12 | 34 | 47 | -13 | 34   |
| 13 | Vasas SC                    | 30       | 10 | 3  | 17 | 34 | 48 | -14 | 33   |
| 14 | Lombard Pápa Termál FC      | 30       | 8  | 6  | 16 | 40 | 47 | -7  | 30   |
| 15 | Nyíregyháza Spartacus FC    | 30       | 5  | 11 | 14 | 38 | 63 | -25 | 26   |
| 16 | Előre FC Békéscsaba³        | 30       | 4  | 7  | 19 | 26 | 65 | -39 | 4    |

- 1: 1 pont levonva
- 2: 3 pont levonva
- 3: 15 pont levonva

|  | A Bajnokok Ligája selejtezőjének második körébe jut |
|  | Az UEFA-kupa selejtezőjébe jut                      |
|  | UEFA Intertotó Kupa első fordulójába jut            |
|  | Kiesők                                              |

#### Helyezések fordulónként
| Forduló  | 1  | 2  | 3  | 4  | 5  | 6  | 7  | 8  | 9  | 10 | 11 | 12 | 13 | 14 | 15 | 16 | 17 | 18 | 19 | 20 | 21 | 22 | 23 | 24 | 25 | 26 | 27 | 28 | 29 | 30 |
| -------- | -- | -- | -- | -- | -- | -- | -- | -- | -- | -- | -- | -- | -- | -- | -- | -- | -- | -- | -- | -- | -- | -- | -- | -- | -- | -- | -- | -- | -- | -- |
| Helyszín | I  | O  | I  | O  | I  | I  | O  | I  | O  | I  | O  | I  | O  | I  | O  | O  | I  | O  | I  | O  | O  | I  | O  | I  | O  | I  | O  | I  | O  | I  |
| Eredmény | V  | D  | D  | D  | D  | GY | GY | V  | V  | GY | V  | V  | GY | V  | GY | D  | V  | GY | GY | GY | D  | D  | GY | V  | D  | GY | GY | V  | V  | D  |
| Helyezés | 14 | 12 | 12 | 13 | 12 | 11 | 9  | 10 | 10 | 9  | 10 | 12 | 10 | 11 | 9  | 9  | 11 | 10 | 9  | 8  | 8  | 8  | 8  | 8  | 8  | 7  | 6  | 7  | 7  | 7  |

Helyszín: O = Otthon; I = Idegenben. Eredmény: GY = Győzelem; D = Döntetlen; V = Vereség.

#### Eredmények összesítése
Az alábbi táblázatban összesítve szerepelnek az FC Sopron 2004/05-ös bajnokságban elért eredményei.
| Ősz/tavasz (forduló)    | Otthon | Otthon | Otthon | Otthon | Otthon | Otthon | Otthon | Idegenben | Idegenben | Idegenben | Idegenben | Idegenben | Idegenben | Idegenben |
| Ősz/tavasz (forduló)    | M      | GY     | D      | V      | LG–KG  | GK     | P      | M         | GY        | D         | V         | LG–KG     | GK        | P         |
| ----------------------- | ------ | ------ | ------ | ------ | ------ | ------ | ------ | --------- | --------- | --------- | --------- | --------- | --------- | --------- |
| Őszi szezon (1–15.)     | 7      | 3      | 2      | 2      | 6–7    | –1     | 11     | 8         | 2         | 2         | 4         | 14–18     | –4        | 8         |
| Tavaszi szezon (16–30.) | 8      | 4      | 3      | 1      | 18–10  | +8     | 15     | 7         | 2         | 2         | 3         | 6–9       | –3        | 8         |
| Összesen (1–30.)        | 15     | 7      | 5      | 3      | 24–17  | +7     | 26     | 15        | 4         | 4         | 7         | 20–27     | –7        | 16        |

### Magyar kupa
3. forduló
| 2004. október 27. |

| FC Ajka | 0 – 5 | FC Sopron |
| ------- | ----- | --------- |
|         |       |           |

| Ajka |

4. forduló
| 2004. november 24. 18:00 |

| FC Sopron                       | 1 – 0   | Debreceni VSC                          |
| ------------------------------- | ------- | -------------------------------------- |
| Tóth 3' Horváth 25' Balaskó 64' | (1 – 0) | Halmosi 51' Nikolov 56' Szatmári 90+1' |

| Sopron Nézőszám: 2 000 Játékvezető: Ábrahám Attila (magyar) |

Negyeddöntő
| 2005. április 5. |

| Kazincbarcikai SC     | 1 – 2   | FC Sopron                                |
| --------------------- | ------- | ---------------------------------------- |
| Deák 17' Odrobéna 60' | (1 – 1) | Sifter 15' Sira 66' Bagoly 7' Pintér 40' |

| Kazincbarcika Nézőszám: 2 000 Játékvezető: Sápi Csaba (magyar) |

Elődöntő
| 2005. április 20. |

| FC Sopron | 4 – 2 | Budapest Honvéd |
| --------- | ----- | --------------- |
|           |       |                 |

| Sopron |

Döntő
| 2005. április 24. |

| FC Sopron                                                                                           | 5 – 1             | Ferencváros                                                   |
| --------------------------------------------------------------------------------------------------- | ----------------- | ------------------------------------------------------------- |
| Tóth 13' Bárányos 38' Balaskó 44' (11-esből) 57' Horváth 73' Fehér 30' Pintér 47′, 79′ Bárányos 48' | (3 – 0) Részletek | Lipcsei 49' 44' Rósa 38′ Szűcs 45′ Kapič 56′, 66′ Sowunmi 78' |

| Sóstói Stadion, Székesfehérvár Nézőszám: 4 000 Játékvezető: Trivkovic (horvát) |

## Külső hivatkozások
- A csapat hivatalos honlapja (magyarul)
- A csapat mérkőzései a transfermarkt.de-n (németül)